# Svjetionik na plaži (Fleetwood)
Svjetionik na plaži (poznat i kao Donje svjetlo) trinaest je metara visok svjetionik od pješčenjaka smješten u Fleetwoodu, Lancashire, Engleska.

## Povijest
Svjetionik su 1839. dizajnirali Decimus Burton i kapetan H. M. Denham. Burtona je tri godine ranije Sir Peter Hesketh Fleetwood zatražio da projektira novi grad Fleetwood. Za svjetionik je neobično to što je projektiran u neoklasičnom stilu s kvadratnom bazom s kolonadom, četvrtastom kulom i osmerokutnom lanternom i galerijom.
Donje svjetlo je na morskoj obali Fleetwooda i sagrađeno je s Gornjim svjetlom ili Svjetionikom Pharos kako bi služio za navigaciju pri ulasku u estuarij rijeke Wyre. Svjetla zajedno daju liniju sprovođenja kad se svjetlo Svjetionika na plaži pojavi točno iznad svjetla Svjetionika Pharos. Zajedno imaju domet od oko 22 km. Ta 2 svjetionika pokazuju na svjetionik Wyre ispred obale sjevernog pristaništa, 3,7 km od obale.
Oba su svjetionika prvi put zasvijetlila 1. prosinca 1840. Svaki je spojen na gradsku opskrbu plinom, s jednim paraboličnim reflektorom postavljenim iza plamenika; kasnije su pretvoreni u električne.
Svjetionik na plaži na popisu je engleske baštine od 26. travnja 1950. Svjetionikom upravlja luka Fleetwood.

## Vanjske poveznice
|  | Zajednički poslužitelj ima još gradiva o temi Svjetionik na plaži (Fleetwood) |